# Membranoppia argentinensis
Membranoppia argentinensis är en kvalsterart som först beskrevs av Balogh och Csiszár 1963.  Membranoppia argentinensis ingår i släktet Membranoppia och familjen Oppiidae. Inga underarter finns listade i Catalogue of Life.